# Sinilabeo cirrhinoides
Sinilabeo cirrhinoides är en fiskart som beskrevs av Wu och Lin, 1977. Sinilabeo cirrhinoides ingår i släktet Sinilabeo och familjen karpfiskar. Inga underarter finns listade i Catalogue of Life.